# O2 (Reino Unido)
O2 UK (constituida legalmente como Telefonica UK Ltd) es un proveedor de servicios de telecomunicaciones en el Reino Unido, propiedad de Virgin Media O2, una empresa conjunta a partes iguales entre Liberty Global y Telefónica, con sede en Slough. Con 25 millones de suscriptores (a diciembre de 2017), O2 es el segundo mayor operador de redes móviles en el Reino Unido después de EE, con Vodafone en tercer lugar.
O2 se formó en 1985 como Cellnet, una empresa conjunta 60:40 entre BT Group y Securicor. En 1999, BT Group adquirió la participación de Securicor en Cellnet y la empresa fue rebautizada como BT Cellnet. En junio de 2000, BT Cellnet lanzó el primer servicio general de paquetes vía radio comercial del mundo. BT Cellnet, junto con las empresas de telecomunicaciones móviles de BT Group en Alemania, Irlanda y los Países Bajos, formaba parte de la división BT Wireless. Esto se separó del Grupo BT en 2002 para formar un nuevo holding, mmO2 plc, que introdujo la nueva marca "O2" para los negocios. En 2005, mmO2 plc pasó a llamarse O2 plc.
O2 plc fue adquirido por la compañía española de telecomunicaciones Telefónica en 2006 por £18 mil millones. Bajo los términos de la adquisición, Telefónica acordó retener la marca "O2" y la sede central de la empresa en el Reino Unido. O2 plc se convirtió en Telefónica Europa.
El 1 de junio de 2021, O2 y Virgin Media se fusionaron para crear VMED O2 UK Limited, con la marca Virgin Media O2 y estructurada como una empresa conjunta entre Telefónica y Liberty Global.

## Los orígenes: Cellnet
Apareció en 1985 Cellnet, como una experiencia en el sector de las telecomunicaciones de BT Group (British Telecom) al 60% y de Securicor 40%. En 1993 comenzó con las pruebas de servicios a través del sistema GSM.
En 1995, BT participó en el lanzamiento de la empresa alemana Viag Interkom en 1995 y la holandesa Telfort en 1997. En 2000, BT compró la empresa irlandesa Esat Digifone.
O₂ se creó en 2001 cuando el BT Group abandonó su mercado en la telefonía móvil como parte de una reestructuración de la empresa. La nueva empresa de telefonía móvil fue bautizada como O₂, basándose en el símbolo químico del oxígeno.

## La entrada de Telefónica y su mercado
El mercado de Telefónica O₂ se extiende por el Reino Unido, República de Irlanda (hasta 2013, cuando vendieron la red a 3) España, Alemania, Eslovaquia y la República Checa. También opera telefonía fija y móvil en la Isla de Man. En esta última es conocida bajo los nombres Manx Pronto, para móvil con servicios 3G, y Manx Telecom para telefonía fija. Allí posee el monopolio. O₂ también operaba en Holanda, aunque fueron vendidos sus servicios.
En el Reino Unido, Telefónica O₂ opera en las frecuencias 900 MHz y 1800 MHz con servicios GSM y GPRS. Mantiene una cuota de mercado de un 20-25%. Allí su red 3G UMTS, que opera en el espectro electromagnético de los 2100 MHz.
Los clientes de Telefónica O₂ a 31 de diciembre de 2005 eran de 15,981 millones de abonados en el Reino Unido, 9,769 millones en Alemania y 1,602 millones en Irlanda. Su número total de clientes, incluidas las otras filiales de la compañía.
En Irlanda, O₂ formaba parte de Esat Digifone 086, una red de GSM 900 creada en 1997. En 2005 poseía un 40% de cuota de mercado. También tiene licencia UMTS en este país, y acaba de ser lanzada junto a la de sus competidores, Vodafone Ireland y 3 Ireland. Hutchison Whampoa compró a O₂ Irlanda en 2013 y la fusionó con Three en 2015.pañía O₂, era de 27.4 millones. .
En 2014, O₂ compró la empresa alemana E-Plus, convirtiéndose en el mayor operador de telefonía móvil del país.

## Patrocinio

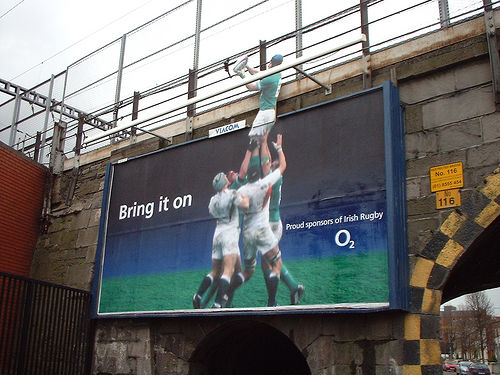
Un anuncio de O₂ con la Selección de rugby de Irlanda

Telefónica O₂ es el patrocinador oficial de la Selección de rugby de Inglaterra, y (en el pasado) de la Selección de rugby de Irlanda, entre otros.
Cabe destacar que en 2006 la compañía fue el patrocinador oficial del club de fútbol Arsenal FC y del equipo de Fórmula 1 BMW Sauber F1 Team.

## Competidores
- Orange
- T-Mobile
- 3
- Vodafone
- Virgin Mobile